# Tanzania op de Olympische Zomerspelen 1980
Tanzania nam deel aan de Olympische Zomerspelen 1980 in Moskou, Sovjet-Unie. Het Oost-Afrikaanse land won twee zilveren medailles, goed voor de 28ste plaats in het medailleklassement. Het was voor het eerst dat Tanzania een medaille won bij de Olympische Zomerspelen.

## Medaillewinnaars

### 2Zilver
- Suleiman Nyambui — Atletiek, Mannen 5,000 meter
- Filbert Bayi — Atletiek, Mannen 3,000 meterSteeplechase

## Deelnemers en resultaten per onderdeel

### Atletiek
- Gidamis Shahanga
- Lilian Nyiti
- Emmanuel Ndiemandoi
- Peter Mwita
- Mwinga Mwanjala
- Leodigard Martin
- Zakayo Malekwa
- Musa Luliga
- David Lukuba
- Nzaeli Kyomo
- Marcellina Emmanuel
- Zakariah Barie
- Mwalimu Ally
- Mosi Alli
- Suleiman Nyambui
- Filbert Bayi

### Boksen
- Leonidas Njunwa
- Michael Nassoro
- Lucas Msomba
- Emmanuel Mlundwa
- Isaack Mabushi
- William Lyimo
- Geraldi Issaick
- Willie Isangura

### Hockey

#### Mannentoernooi
- Leopold Gracias
- Benedict Mendes
- Soter da Silva
- Abraham Sykes
- Yusuf Manwar
- Singh Jaypal
- Mohamed Manji
- Rajabu Rajab
- Jasbir Virdee
- Islam Islam
- Stephen d'Silva
- Frederick Furtado
- Taherali Hassanali
- Anoop Mukundan
- Patrick Toto
- Julias Peter

Afghanistan · Algerije · Andorra · Angola · Australië · België · Benin · Birma · Botswana · Brazilië · Bulgarije · Colombia · Congo-Brazzaville · Costa Rica · Cuba · Cyprus · Denemarken · Dominicaanse Republiek · Duitse Democratische Republiek · Ecuador · Ethiopië · Finland · Frankrijk · Griekenland · Groot-Brittannië · Guatemala · Guinee · Guyana · Hongarije · Ierland · IJsland · India · Irak · Italië · Jamaica · Joegoslavië · Jordanië · Kameroen · Koeweit · Laos · Lesotho · Libanon · Liberia · Libië · Luxemburg · Madagaskar · Mali · Malta · Mexico · Mongolië · Mozambique · Nederland · Nepal · Nicaragua · Nieuw-Zeeland · Nigeria · Noord-Korea · Oeganda · Oostenrijk · Peru · Polen · Portugal · Puerto Rico · Roemenië · San Marino · Senegal · Seychellen · Sierra Leone · Sovjet-Unie · Spanje · Sri Lanka · Syrië · Tanzania · Trinidad en Tobago · Tsjecho-Slowakije · Venezuela · Vietnam · Zambia · Zimbabwe · Zweden · Zwitserland